# Kabinett Mosisili IV
Das Kabinett Mosisili IV war das 2015 bis 2017 amtierende Kabinett in Lesotho. Es wurde von Bethuel Pakalitha Mosisili (Democratic Congress, DC) gebildet, der nach den Wahlen 2015 nach über zwei Jahren Unterbrechung zum vierten Mal als Premierminister vereidigt worden war. Das Kabinett wurde am 30. März 2015 vereidigt und besteht aus Ministern aus sieben Parteien. Vier von ihnen stellten nur einen Abgeordneten in der Nationalversammlung; sie waren zugleich Minister. Außerdem gehörten dem Kabinett sieben Deputy Ministers an. Mosisilis Vizepräsident wurde Mothetjoa Metsing. Das Kabinett wurde mehrfach umbesetzt. Bei den nachfolgenden Wahlen 2017 wurde die Regierung abgewählt, am 23. Juni 2017 das Kabinett Thabane II vereidigt.

## Kabinett
Dem Kabinett gehörten am 30. März 2015 die folgenden 26 Minister, darunter 5 Frauen, sowie Mosisili und Metsing an. Angegeben ist auch die jeweilige Parteizugehörigkeit.
| Ministerium | Minister                   | Geschlecht | Partei | Eintritt in Kabinett | Austritt                    |
| --- | -------------------------- | ---------- | ------ | -------------------- | --------------------------- |
| Prime Minister (Premierminister)                                                                                         | Bethuel Pakalitha Mosisili | m          | DC     | 2015*                |                             |
| Deputy Prime Minister (Stellvertretender Premierminister)                                                                | Mothetjoa Metsing          | m          | LCD    | 2007                 |                             |
| Minister in the Prime Minister’s Office (Minister im Büro des Premierministers)                                          | Kimetso Mathaba            | m          | NIP    | 2015                 | Wechsel 2016                |
| Home Affairs (Innere Angelegenheiten)                                                                                    | Lekhetho Rakuoane          | m          | PFD    | 2015                 |                             |
| Justice, Human Rights and Correctional Services (Gerichtswesen, Menschenrechte und Strafvollzug)                         | Vincent Moeketsi Malebo    | m          | MFP    | 2015                 |                             |
| Labour and Employment (Arbeit und Beschäftigung)                                                                         | Thulo Mahlakeng            | m          | BCP    | 2015                 |                             |
| Social Development (Soziale Entwicklung)                                                                                 | Molahlehi Letlotlo         | m          | LPC    | 2015                 |                             |
| Police and Public Safety (Polizei und Öffentliche Sicherheit)                                                            | Monyane Moleleki           | m          | DC     | 2015*                | Wechsel 2016, Austritt 2016 |
| Finance (Finanzen) | ’Mamphono Khaketla         | w          | DC     | 2015*                | Wechsel 2016                |
| Local Government and Chieftainship Affairs (Lokale Verwaltung und Angelegenheiten des traditionellen Herrschaftssystems) | Pontšo Sekatle             | w          | DC     | 2015*                |                             |
| Water Affairs (Wasser)                                                                                                   | Ralechate ’Mokose          | m          | DC     | 2015                 | Wechsel 2016, Austritt 2016 |
| Forestry, Range and Soil Conservation (Forstwirtschaft, Natur- und Bodenschutz)                                          | Kabelo Mafura              | m          | DC     | 2015                 | 2016                        |
| Energy (Energie) | Selibe Mochoboroane        | m          | LCD    | 2012                 | Wechsel 2016                |
| Defence and National Security (Verteidigung und Nationale Sicherheit)                                                    | Tšeliso Mokhosi            | m          | LCD    | 2012                 |                             |
| Public Works and Transport (Öffentliche Infrastruktur und Verkehr)                                                       | Tšoeu Mokeretla            | m          | DC     | 2015                 | 2016                        |
| Public Service (Öffentlicher Dienst)                                                                                     | Tsukutlane Au              | m          | DC     | 2015                 |                             |
| Development Planning (Entwicklungsplanung)                                                                               | Mokoto Hloaele             | m          | DC     | 2015                 | 2016                        |
| Law and Constitutional Affairs (Rechtswesen und Verfassungsangelegenheiten)                                              | Motlalentoa Letsosa        | m          | DC     | 2015                 | Wechsel 2016                |
| Communications, Science and Technology (Kommunikation, Wissenschaft und Technologie)                                     | Khotso Letsatsi            | m          | DC     | 2015                 | Wechsel 2016                |
| Tourism, Arts and Culture (Tourismus, Kunst und Kultur)                                                                  | Likeleli Tampane           | w          | DC     | 2015                 |                             |
| Gender, Youth and Sports (Gleichstellung, Jugend und Sport)                                                              | Mathibeli Mokhothu         | m          | DC     | 2015                 |                             |
| Foreign Affairs and International Relations (Äußere Angelegenheiten und internationale Beziehungen)                      | Tlohang Sekhamane          | m          | DC     | 2015                 | Wechsel 2016                |
| Education and Training (Erziehung und Ausbildung)                                                                        | Mahali Phamotse            | w          | DC     | 2015                 | 2016                        |
| Small Business Development, Co-operatives and Marketing (Entwicklung von Kleingewerbe, Kooperativen und Vermarktung)     | Thabiso Litsiba            | m          | DC     | 2015                 | 2016                        |
| Agriculture and Food Security (Landwirtschaft und Nahrungssicherheit)                                                    | ’Mapalesa Mothokho         | w          | DC     | 2015                 | 2016                        |
| Health (Gesundheit) | ’Molotsi Monyamane         | m          | DC     | 2015                 |                             |
| Trade and Industry (Handel und Industrie)                                                                                | Joshua Setipa              | m          | LCD    | 2015                 |                             |
| Mining (Bergbau) | Lebohang Thotanyana        | m          | LCD    | 2015                 |                             |

*) gehörte bereits früher dem Kabinett an, Wiedereintritt.

## Kabinettsumbildungen 2016
Mit Wirkung vom 9. November 2016 wurden folgende Ministerien, teilweise neu zugeschnitten, neu besetzt:
- Minister in the Prime Minister’s Office: Monyane Moleleki
- Police and Public Safety: Phallang Monare (m)
- Finance: Tlohang Sekhamane
- Water Affairs: Kimetso Mathaba
- Forestry and Land Reclamation: Ralechate ’Mokose
- Energy: Khotso Letsatsi
- Public Works and Transport: ’Manthabiseng Phohleli (w)
- Law, Constitutional Affairs and Human Rights: Mokhele Moletsane
- Communications, Science and Technology: Serialong Qoo (m)
- Foreign Affairs and International Relations: ’Mamphono Khaketla
- Education and Training: Motlalentoa Letsosa
- Small Business Development, Co-operatives and Marketing: Selibe Mochoboroane (m)

Am 11. November 2016 verließen die folgenden Minister des DC die Regierung:
- Monyane Moleleki
- Ralechate ’Mokose
- ’Manthabiseng Phohleli
- Mokhele Moletsane

Etwa am 28. November 2016 verließ auch Mokoto Hloaele das Kabinett.
Selibe Mochoboroane verlor sein Ministeramt, nachdem er den LCD verlassen hatte, um das Movement for Economic Change zu gründen.

## Kabinettsumbildungen 2017
Mitte Februar wurden neue Minister ernannt:
- ’Matoetsi Mohatonyane, Minister of Small Business Development, Cooperatives and Marketing (w)
- Semano Sekatle, Minister of Development Planning
- ’Marefuoe ’Muso, Minister of Forestry, Range and Soil Conservation (w)
- Mootsi Lehata, Minister of Human Rights, Law and Constitutional Affairs
- Rapitso Khati, Minister of Public Service
- Palo Leteetee, Minister in the Prime Minister’s Office[4]